# Hypenodes prionodes
Hypenodes prionodes är en fjärilsart som beskrevs av Fletcher 1961. Hypenodes prionodes ingår i släktet Hypenodes och familjen nattflyn. Inga underarter finns listade i Catalogue of Life.